# Họ Thú lông nhím
Họ Thú lông nhím (danh pháp khoa học: Tachyglossidae) gồm những động vật có vú gọi là thú lông nhím, đôi khi còn được gọi là thú ăn kiến có gai trong bộ Đơn huyệt (Monotremata). Bốn loài thú lông nhím còn sinh tồn và loài thú mỏ vịt là những động vật có vú duy nhất đẻ trứng, và là các thành viên duy nhất còn sống sót của bộ Monotremata. Họ này được Gill miêu tả năm 1872. Chế độ ăn uống của một số loài bao gồm kiến và mối, nhưng chúng không có họ hàng gần gũi với các loài thú ăn kiến thực sự của châu Mỹ, cùng với lười và tatu. Thú lông nhím sống ở Úc và New Guinea.
Thú lông nhím đã tiến hóa từ 20 đến 50 triệu năm trước, là con cháu của một loài đơn huyệt nhìn giống như thú mỏ vịt. Tổ tiên này sống dưới nước, nhưng thú lông nhím thích nghi với đời sống trên cạn.

## Từ nguyên
Trong tiếng Anh người ta gọi thú lông nhím là echidna, theo tên của Echidna, một sinh vật trong thần thoại Hy Lạp nửa đàn bà, nửa rắn, vì chúng được xem là có các đặc điểm của cả động vật có vú và bò sát. Từ này cũng có thể bắt nguồn từ  echinus , từ tiếng Latinh có nghĩa là "nhím", do sự giống nhau nổi bật của sự xuất hiện của các gai trên cơ thể của nó, đặc biệt là khi nó cuộn lại thành một quả bóng khi bị đe dọa.

## Miêu tả
Thú lông nhím là động vật cỡ trung bình, sống đơn độc được bao phủ bởi lông và gai thô.

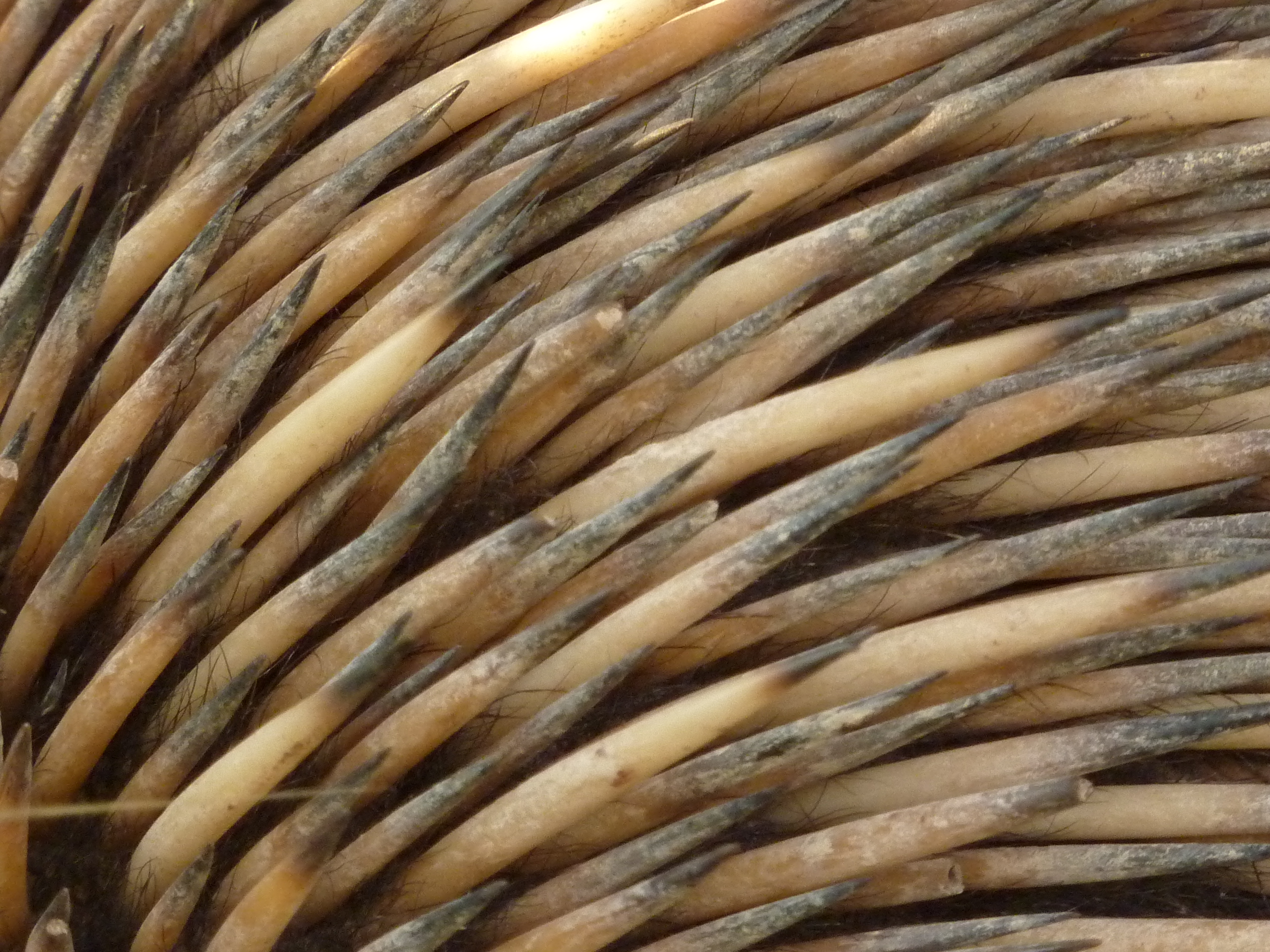
Gai và lông của thú lông nhím.

Chúng nhìn bề ngoài giống với loài thú ăn kiến ở Nam Mỹ và các động vật có vú khác như nhím gai và nhím lông. Chúng thường có màu đen hoặc nâu. Đã có một số báo cáo về các cá thể bạch tạng, với mắt màu hồng và gai trắng. Chúng có mõm thon và dài có chức năng như cả miệng lẫn mũi. Giống như thú mỏ vịt, chúng được trang bị bởi những điện cảm, nhưng trong khi thú mỏ vịt có 40.000 điện cảm trên mỏ của chúng, thú lông nhím mỏ dài chỉ có 2.000 điện cảm, và thú lông nhím mỏ ngắn, sống trong môi trường khô hơn, không có quá 400 nằm ở đầu mõm của nó. Chúng có các chi rất ngắn, khỏe với các móng vuốt lớn, và là những thợ đào khỏe. Móng vuốt trên các chi sau của chúng dài và cong về phía sau để hỗ trợ chúng trong việc đào bới. Thú lông nhím có miệng nhỏ và hàm không răng. Chúng kiếm ăn bằng cách xé những khúc gỗ mềm, ổ kiến và những thứ tương tự, và sử dụng cái lưỡi dài, dính của chúng, nhô ra khỏi mõm của nó, để ăn con mồi. Tai của chúng là những khe hở ở hai bên đầu thường không được nhìn thấy, vì chúng bị che bởi gai của chúng. Tai ngoài được tạo ra bởi một phễu sụn lớn, nằm sâu trong cơ. Ở nhiệt độ 33 °C, thú lông nhím cũng có nhiệt độ cơ thể hoạt động thấp thứ hai trong số tất cả các loài động vật có vú, sau thú mỏ vịt.
Bất kể ngoại hình của chúng, thú lông nhím thực ra là những tay bơi lội cừ khôi; vì echidna đó là hậu duệ của tổ tiên giống thú mỏ vịt. Khi bơi, chúng để lộ mõm và một số cái gai của chúng, và được biết là xuống nước để chải chuốt và tắm rửa.

## Chế độ ăn uống
Thức ăn của loài thú lông nhím mỏ ngắn bao gồm phần lớn là kiến và mối, trong khi các loài thuộc chi Zaglossus (thú lông nhím mỏ dài) thường ăn giun và ấu trùng. Lưỡi của loài thú lông nhím mỏ dài có những chiếc gai nhọn và nhỏ giúp chúng bắt mồi. Chúng không có răng, và nhai thức ăn bằng cách nghiền nó giữa đáy miệng và lưỡi của chúng. Phân của thú lông nhím dài 7 cm và có dạng hình trụ; chúng thường bị vỡ và không có vỏ bọc, bao gồm phần lớn là bụi bẩn và vật liệu ổ kiến.

## Môi trường sống
Thú lông nhím không chịu được nhiệt độ khắc nghiệt; chúng sử dụng các hang động và khe đá để trú ẩn trong điều kiện thời tiết khắc nghiệt. Chúng được tìm thấy trong các khu rừng, ẩn nấp dưới thảm thực vật, rễ cây hoặc những đống mảnh vụn. Đôi khi chúng sử dụng hang của các loài động vật khác như thỏ và gấu túi mũi trần. Các cá thể thú lông nhím có lãnh thổ lớn, chồng chéo lẫn nhau.

## Giải phẫu học
Thú lông nhím và thú mỏ vịt là những động vật có vú đẻ trứng duy nhất, được gọi là thú đơn huyệt. Tuổi thọ trung bình của một con thú lông nhím trong tự nhiên được ước tính là khoảng 14-16 năm. Khi trưởng thành hoàn toàn, một con cái có thể nặng tới 4,5 kg và một con đực có thể nặng tới 6 kg. Giới tính của thú lông nhím có thể được suy ra được từ kích thước của chúng, vì trung bình con đực lớn hơn con cái tới 25%. Các cơ quan sinh dục cũng khác nhau, nhưng cả hai giới tính đều có một lỗ duy nhất gọi là lỗ cloaca, được dùng để đi tiểu, đi tiêu và giao phối.
Thú lông nhím đực có gai không nọc độc ở chân sau.
Vùng vỏ não chiếm một nửa bộ não của thú lông nhím, so với 80% bộ não của con người. Do sự trao đổi chất thấp và kèm với khả năng chống stress, thú lông nhím sống lâu so với kích thước của chúng; tuổi thọ dài nhất được ghi nhận của một con thú lông nhím bị giam cầm là 50 năm, với các cá thể hoang dã đạt tới 45 năm. Trái với nghiên cứu trước đây, thú lông nhím có thể rơi vào giấc ngủ REM, nhưng chỉ khi nhiệt độ môi trường ở khoảng 25 °C. Ở nhiệt độ 15 °C và 28 °C, giấc ngủ REM bị ức chế.

## Sinh sản
Con cái đẻ một trái trứng có da và vỏ mềm 22 ngày sau khi giao phối và đặt trái trứng trực tiếp vào túi của nó. Một trái trứng nặng 1,5 - 2 g và dài khoảng 1,4 cm. Khi nở, con non phá vỡ vỏ trứng bằng chiếc răng trứng giống răng bò sát của nó. Việc nở diễn ra sau 10 ngày mang thai. sinh ra giống như ấu trùng và thai nhi, sau đó bú sữa từ lỗ chân lông của hai miếng vá sữa của mẹ chúng (thú đơn huyệt không có núm vú), và vẫn sống ở trong túi thêm 45 đến 55 ngày nữa, đủ thời gian để bắt đầu mọc gai. Con mẹ đào một vườn ươm và để con non ở đấy, cứ sau 5 ngày lại trở về cho nó bú cho đến khi nó được cai sữa khi được 7 tháng tuổi. Con non ở lại trong hang của mẹ nó đến tận một năm trước khi rời đi.
Dương vật của thú lông nhím đực có bốn đầu. Trong quá trình giao phối, những cái đầu ở một bên "tắt" và không tăng kích thước; hai cái còn lại được sử dụng để giải phóng tinh dịch vào đường sinh sản hai nhánh của con cái. Mỗi lần nó giao phối, nó thay thế đầu trong bộ hai. Khi không sử dụng, dương vật được rút lại vào trong một túi trước trong cloaca. Dương vật của thú lông nhím đực dài 7 cm khi cương cứng, và nó được bao phủ bởi gai. Những cái gai này có tác dụng để kích thích con cái rụng trứng. Rất khó để nghiên cứu thú lông nhím trong môi trường sống tự nhiên của chúng, và chúng không có hứng thú với việc giao phối trong khi bị giam cầm. Trước năm 2007, chưa ai từng thấy thú lông nhím xuất tinh. Đã có những nỗ lực trước đây cố gắng buộc thú lông nhím xuất tinh thông qua việc sử dụng xuất tinh được kích thích bằng điện để lấy mẫu tinh dịch nhưng chỉ dẫn đến dương vật của chúng bị sưng.
Mùa sinh sản bắt đầu vào cuối tháng 6 và kéo dài đến tháng 9. Các con đực xếp thành hàng dài (đến 10 con), con trẻ nhất đứng cuối, đi theo sau con cái và cố gắng giao phối. Trong mùa giao phối, thú lông nhím có thể chuyển đổi giữa các hàng. Đây được gọi là hệ thống "tàu".

## Các mối đe dọa
Thú lông nhím là loài thú rất nhút nhát. Khi chúng cảm thấy bị đe dọa, chúng cố tự chôn mình, hoặc nếu bị lộ chúng sẽ cuộn tròn thành một quả bóng giống như loài nhím gai, cả hai phương pháp đều sử dụng gai của chúng để che chắn cho chính mình. Hai cánh tay trước mạnh mẽ cho phép thú lông nhím tiếp tục đào bới nhanh, trong khi bị giữ chặt bởi những thú săn mồi đang cố gắng kéo chúng ra khỏi hố. Mặc dù chúng có cách để tự vệ cho bản thân, thú lông nhím vẫn phải đối mặt với nhiều mối nguy hiểm. Một số thú săn mồi của chúng gồm mèo hoang, cáo, chó nhà và kỳ đà. Rắn gây ra mối đe dọa lớn cho thú lông nhím vì chúng có thể dễ dàng trượt vào hang của chúng, và ăn những con thú lông nhím non. Một số biện pháp phòng ngừa có thể được thực hiện bao gồm giữ sạch môi trường bằng cách nhặt rác và gây ô nhiễm ít hơn, trồng thảm thực vật để thú lông nhím sử dụng làm nơi trú ẩn, giám sát vật nuôi, báo cáo cho chạm y tế động vật khi thấy những con bị thương hoặc chỉ để chúng yên. Chỉ việc nắm lấy chúng có thể làm cho chúng bị căng thẳng, và cầm chúng lên không đúng cách thậm chí có thể gây thương tích cho chúng.

## Tiến hóa

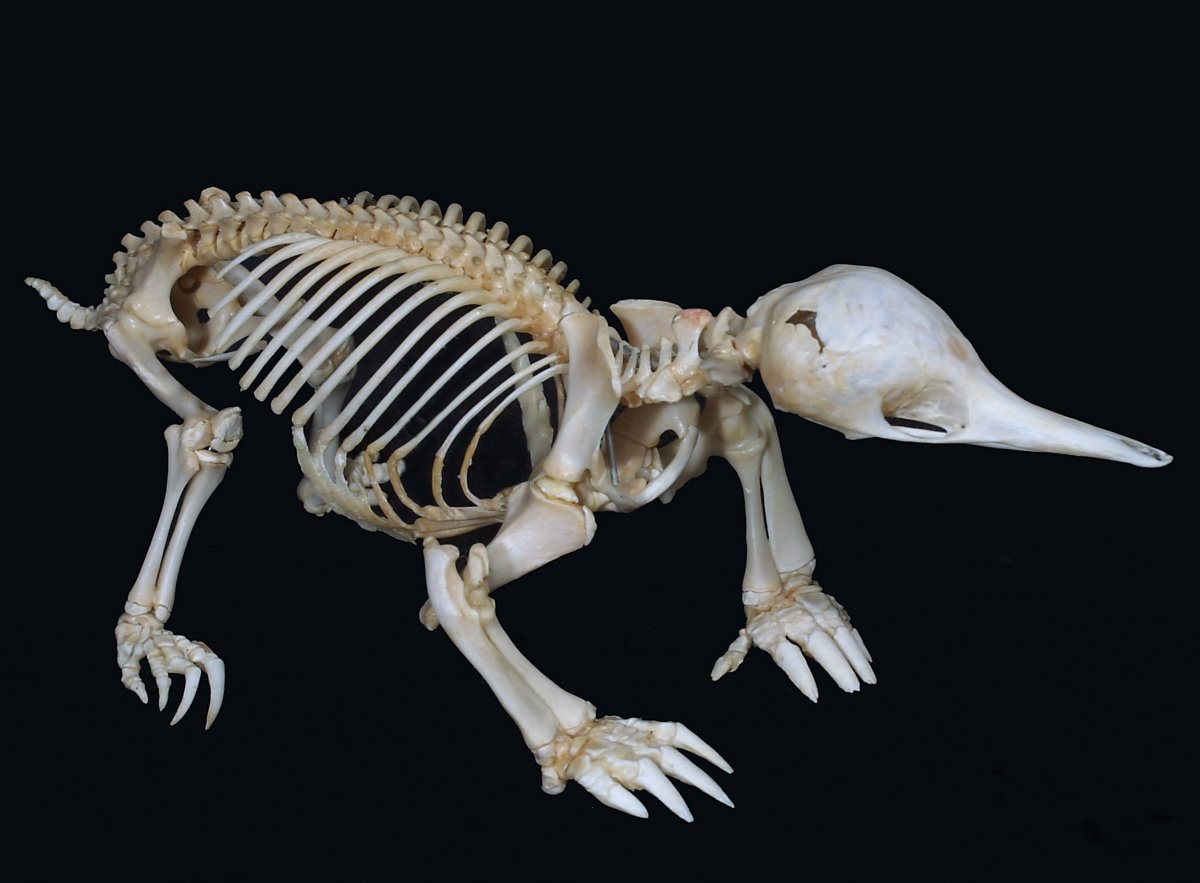
Bộ xương thú lông nhím mỏ ngắn

Sự phân kỳ đầu tiên giữa động vật có vú đẻ trứng và động vật có vú đẻ con phát triển bên trong được cho là đã xảy ra trong kỷ Trias. Tuy nhiên, vẫn còn một số bất đồng về thời gian phân kỳ được ước tính này. Mặc dù đa số các phát hiện từ các nghiên cứu di truyền học (đặc biệt là các nghiên cứu liên quan đến gen hạt nhân) phù hợp với các phát hiện cổ sinh vật học, một số kết quả từ các phương pháp và nguồn khác, như DNA ti thể, không hoàn toàn đồng ý với các phát hiện từ hóa thạch.
Dữ liệu đồng hồ phân tử cho thấy thú lông nhím tách ra từ thú mỏ vịt từ 19 đến 48 triệu năm trước, và những hóa thạch giống như thú mỏ vịt có nguồn gốc hơn 112,5 triệu năm trước, do đó đại diện cho các dạng cơ sở, thay vì những họ hàng gần của loài thú mỏ vịt hiện nay. Điều này có nghĩa là thú lông nhím tiến hóa từ tổ tiên tìm kiếm nước đã trở lại để sống hoàn toàn trên đất, mặc dù điều này khiến chúng cạnh tranh với các loài thú có túi. Bằng chứng thêm về tổ tiên tìm kiếm nước có thể được tìm thấy trong một số đặc điểm kiểu hình của thú lông nhím. Những đặc điểm này bao gồm tinh giản thủy động lực học, chân tay phía sau đóng vai trò như bánh lái và đầu máy được thiết lập trên trục xoay dài bị phì đại, cung cấp lực cú bơi rất hiệu quả. Do đó, sinh sản noãn trong các thú đơn huyệt có thể giúp chúng có lợi thế hơn so với thú có túi, một quan điểm nhất quán với phân vùng sinh thái hiện tại giữa hai nhóm. Ưu điểm này cũng có thể là một phần chịu trách nhiệm cho bức xạ thích nghi liên quan đến quan sát và sự mở rộng không gian thích hợp, cùng với đó mâu thuẫn với giả định khá phổ biến về sự tiến hóa hình thái và phân tử bị dừng lại tiếp tục được gắn kết với các thú đơn huyệt. Hơn nữa, các nghiên cứu về DNA ti thể trong thú mỏ vịt cũng đã phát hiện ra rằng các thú đơn huyệt và thú có túi rất có thể là nhóm chị em. Nó cũng ngụ ý rằng bất kỳ đặc điểm hình thái có nguồn gốc chung nào giữa thú có túi và động vật có vú đều xảy ra độc lập với nhau hoặc bị mất trong dòng dõi thành thú đơn huyệt.

## Phân loại
Thú lông nhím được phân thành ba chi. Chi Waplossus bao gồm ba loài còn sinh tồn và hai loài chỉ được biết đến từ hóa thạch; trong khi chỉ có một loài còn sinh tồn trong chi Tachyglossus. Chi thứ ba, Megalibgwilia, chỉ được biết đến từ hóa thạch.

### Zaglossus

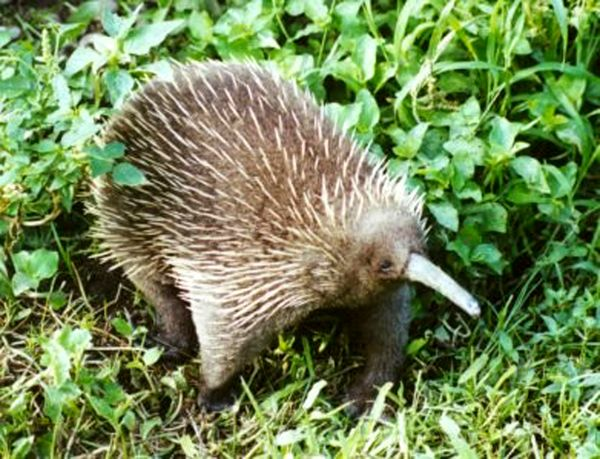
Thú lông nhím mỏ dài phương Tây, loài đặc hữu của New Guinea.

Ba loài còn sống trong chi Zaglossus là các loài đặc hữu của New Guinea. Chúng rất hiếm và thường bị săn bắt. Chúng tìm thức ăn trong những đống lá trên nền rừng, ăn giun đất và côn trùng. Các loài là:
- Thú lông nhím mỏ dài Tây New Guinea (Z. bruijni), của các khu rừng cao nguyên;
- Thú lông nhím mỏ dài Sir David (Z. attenboroughi), được phát hiện bởi khoa học phương tây năm 1961 (được mô tả năm 1998) và thích môi trường sống cao hơn;
- Thú lông nhím phương Đông (Z. bartoni), trong đó bốn phân loài khác nhau đã được công nhận.

Hai loài hóa thạch là:
- †Zaglossus robustus;
- †Zaglossus hacketti.

### Tachyglossus

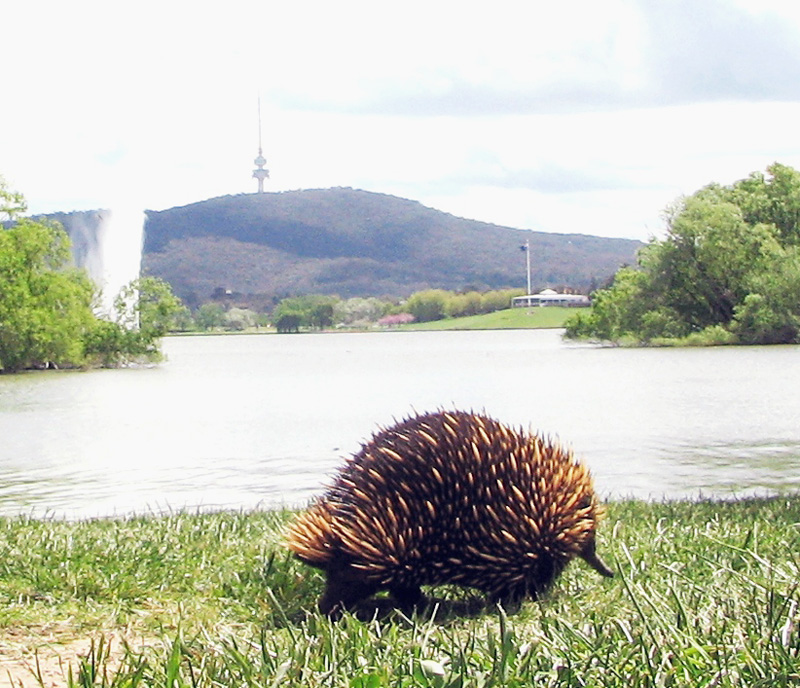
Ở Úc, thú lông nhím mỏ ngắn có thể được tìm thấy trong nhiều môi trường, bao gồm cả công viên đô thị, như bờ hồ Burley Griffin ở Canberra, như được mô tả ở đây.

Loài thú lông nhím mỏ ngắn (Tachyglossus aculeatus) được tìm thấy ở miền nam, đông nam và đông bắc New Guinea, và cũng xuất hiện ở hầu hết các môi trường ở Úc, từ dãy núi Anpơ bao phủ bởi tuyết đến sa mạc sâu của vùng hẻo lánh, chủ yếu là bất kỳ nơi nào có kiến và mối sinh sống. Nó nhỏ hơn các loài chi Zaglossus, và nó có lông dài hơn.
Mặc dù có thói quen ăn uống và phương pháp tiêu thụ giống như loài thú ăn kiến, không có bằng chứng nào cho thấy rằng các loài thú đơn huyệt giống như thú lông nhím là thú ăn kiến hoặc mối kể từ Kỷ Phấn trắng. Bằng chứng hóa thạch của loài Bandicoot ăn thịt động vật không xương sống và chuột túi, từ khoảng thời gian tách ra của thú mỏ vịt-thú lông nhím, là bằng chứng cho thấy loài thú lông nhím đã mở rộng sang vùng sinh thái mới bất chấp cạnh tranh từ loài thú có túi.

### Megalibgwilia
Chi Megalibgwilia chỉ được biết đến từ hóa thạch:
- M. ramsayi từ cuối thế Pleistocen ở Úc;
- M. robusta từ thế Miocen ở Úc.

## Hình ảnh

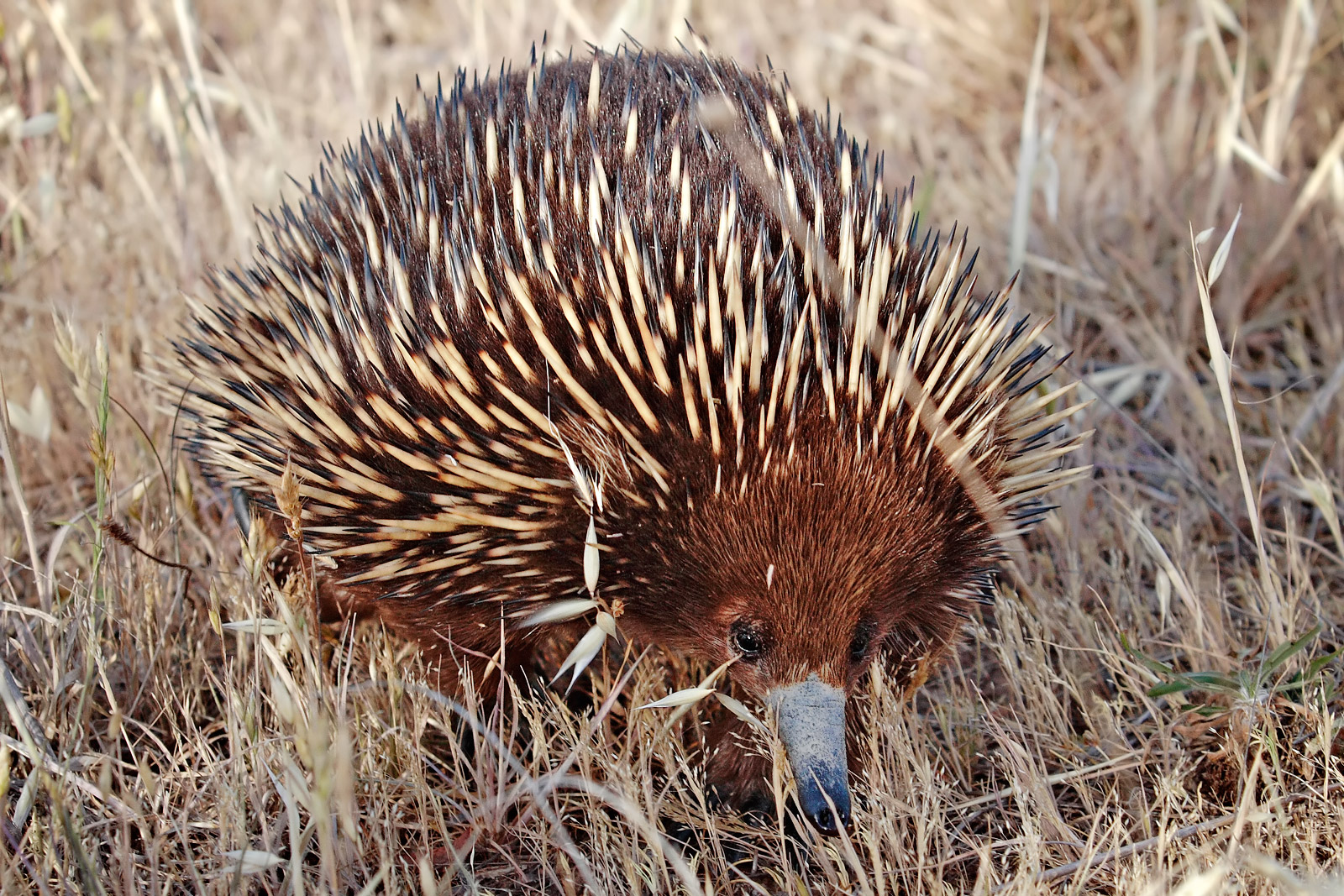
Thú lông nhím hoang dã
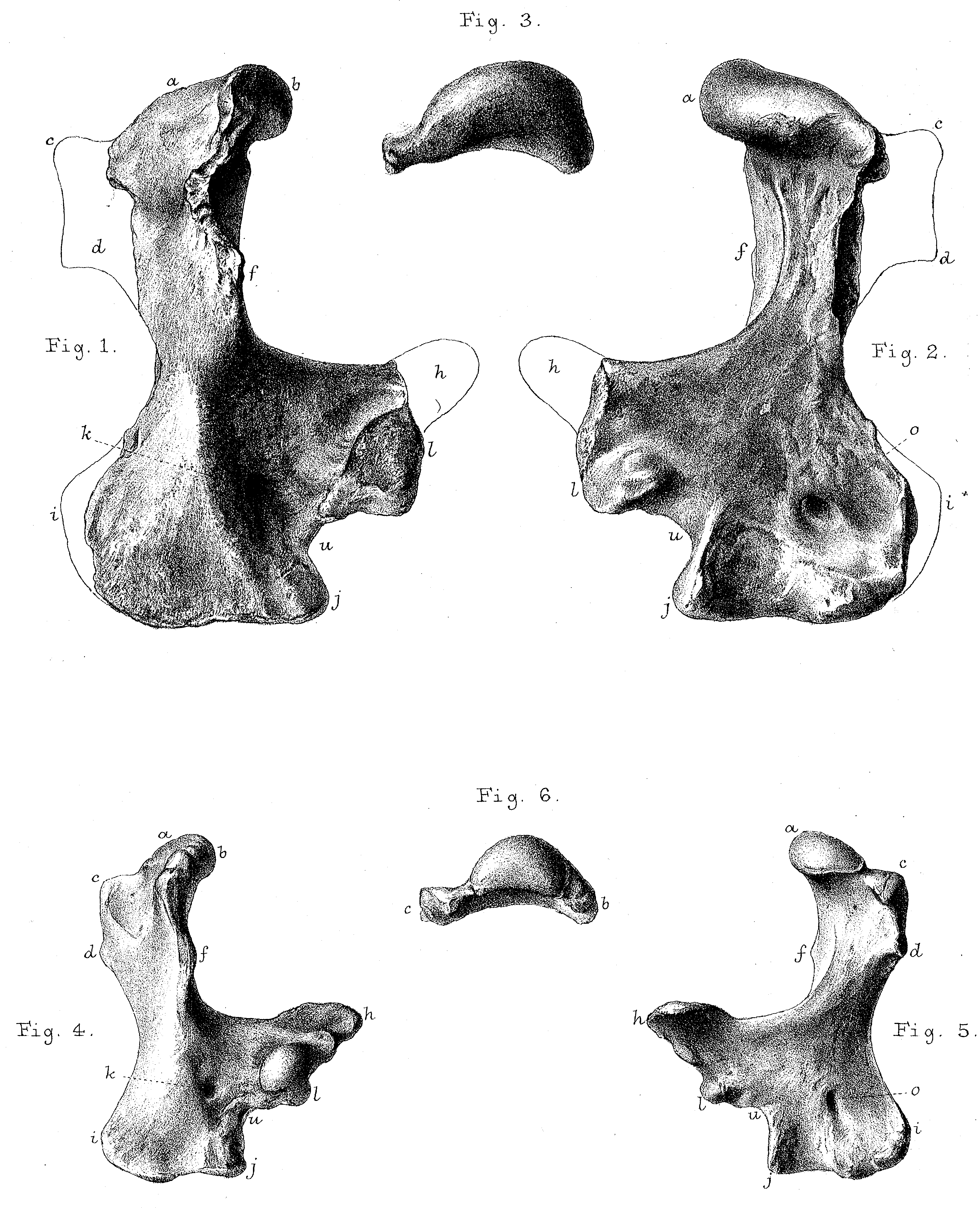
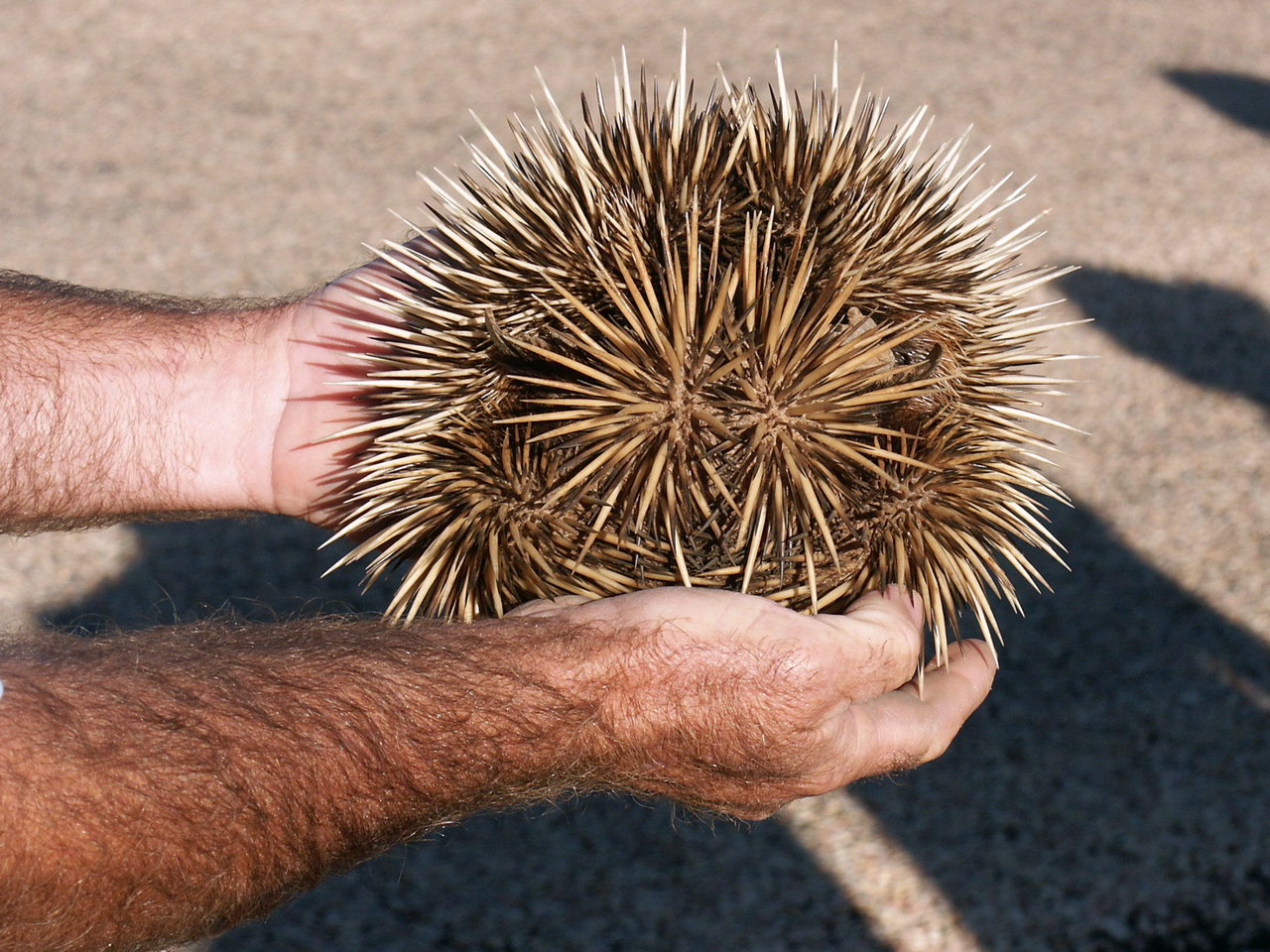
Một con thú lông nhím mỏ ngắn cuộn tròn thành quả bóng; mõm lộ ra ở bên phải.